# Кенжеков, Алтынбек Жолдасович
Алтынбек Жолдасович Кенжеков (13 июня 1941, Шаульдер, Кызылкумский район, Южно-Казахстанская область, Казахская ССР — 27 декабря 2001, Алма-Ата, Казахстан) — советский и казахстанский театральный актёр и режиссёр. Заслуженный артист Казахской ССР (1991), Народный артист Казахстана (1996).

## Биография
Родился 13 июня 1941 года в селе Шаульдер современного Отырарского района Туркестанской области Казахстана. В 1964 году окончил Алма-Атинскую консерваторию.
В 1959 году был принят на работу в Алма-Атинский театр юного зрителя. После разделения казахской и русской трупп работал в Казахском государственном академическом театре для детей и юношества имени Г. Мусрепова. Сыграл более 100 ролей и осуществил ряд собственных постановок. Также снимался в кинофильмах.
Ушёл из жизни 27 декабря 2001 года в Алма-Ате.

## Творческая деятельность
В числе ролей Алтынбека Кенжекова — Жардем и Гани Муратбаев («Жартас» и «Алғашқы ұшқындар», Ш. Хусаинов), Чокан Валиханов («Қашқар қызы», С. Муканов), Сакен Сейфуллин («Ұзақ жол», К. Сатыбалдин), Дивана («В ночь лунного затмения», М. Карим), Гамлет («Гамлет», У. Шекспир) и др.
Режиссёр спектаклей «Беу, қыздар-ай» (Ж. Ташенов и И. Саввин), «Пай-пай, жас жұбайлар» (М. Хасенов), «Атыңнан айналайын» и «Мәди»[уточнить] (А. Абишев), «Махаббат мүңы» (Т. Ахтанов), «Мен сізден қорқамын» (О. Бокеев), «Жетім бұрыш» (Ш. Муртаза), «Анасын аңсаған қыз» (Д. Исабеков) и др.
Занимался переозвучиванием более 2000 фильмов, переводимых на казахский язык.

## Звания и награды
- Заслуженный артист Казахской ССР (1991).
- Народный артист Казахстана (1996).
- Орден «Курмет» (2001)[3][1].